# Drentse 8 van Dwingeloo 2008
La 2e édition du Drentse 8 van Dwingeloo  a lieu le 10 avril 2008. La course fait partie du calendrier international féminin UCI 2008 en catégorie 1.1. Elle est remportée par l'Allemande Ina-Yoko Teutenberg.

## Classements

### Classement final
| \| Classement général \| Classement général \| Classement général \| Classement général \| Classement général \| \| Coureur \| Coureur \| Pays \| Équipe \| Temps \| \| ------------------ \| ------------------- \| ------------------ \| ----------------------------------- \| ------------------ \| \| 1re \| Ina-Yoko Teutenberg \| Allemagne \| High Road Women \| 3 h 15 min 00 s \| \| 2e \| Regina Schleicher \| Allemagne \| Equipe Nürnberger Versicherung \| + 0 s \| \| 3e \| Rochelle Gilmore \| Australie \| Menikini-Selle Italia-Masters Color \| + 0 s \| \| 4e \| Julia Martisova \| Russie \| Gauss RDZ Ormu \| + 0 s \| \| 5e \| Martina Corazza \| Italie \| Gauss RDZ Ormu \| + 0 s \| \| 6e \| Lauren Franges \| États-Unis \| États-Unis \| + 0 s \| \| 7e \| Belinda Goss \| Australie \| Australie \| + 0 s \| \| 8e \| Emma Johansson \| Suède \| AA Drink-Cycling Team \| + 0 s \| \| 9e \| Oxana Kozonchuk \| Russie \| Menikini-Selle Italia-Masters Color \| + 0 s \| \| 10e \| Ludivine Henrion \| Belgique \| AA Drink-Cycling Team \| + 0 s \| |                     |            |                                     |                 |
| |                     |            |                                     |                 |
| Source : Cycling Quotient |                     |            |                                     |                 |
| Classement général |                     |            |                                     |                 |
| Coureur | Coureur             | Pays       | Équipe                              | Temps           |
| 1re | Ina-Yoko Teutenberg | Allemagne  | High Road Women                     | 3 h 15 min 00 s |
| 2e | Regina Schleicher   | Allemagne  | Equipe Nürnberger Versicherung      | + 0 s           |
| 3e | Rochelle Gilmore    | Australie  | Menikini-Selle Italia-Masters Color | + 0 s           |
| 4e | Julia Martisova     | Russie     | Gauss RDZ Ormu                      | + 0 s           |
| 5e | Martina Corazza     | Italie     | Gauss RDZ Ormu                      | + 0 s           |
| 6e | Lauren Franges      | États-Unis | États-Unis                          | + 0 s           |
| 7e | Belinda Goss        | Australie  | Australie                           | + 0 s           |
| 8e | Emma Johansson      | Suède      | AA Drink-Cycling Team               | + 0 s           |
| 9e | Oxana Kozonchuk     | Russie     | Menikini-Selle Italia-Masters Color | + 0 s           |
| 10e | Ludivine Henrion    | Belgique   | AA Drink-Cycling Team               | + 0 s           |

### Points UCI
| Position           | 1er | 2e | 3e | 4e | 5e | 6e | 7e | 8e | 9e | 10e | 11e | 12e |
| Classement général | 80  | 56 | 32 | 24 | 20 | 16 | 12 | 8  | 7  | 6   | 5   | 3   |